# Calycogonium susannae
Calycogonium susannae är en tvåhjärtbladig växtart som beskrevs av Attila L. Borhidi. Calycogonium susannae ingår i släktet Calycogonium och familjen Melastomataceae. Inga underarter finns listade i Catalogue of Life.